# Caborde de Chaudanne
La Caborde de Chaudanne est une caborde, protégé des monuments historiques, situé à Besançon, en France.

## Localisation et histoire
La caborde, située aux Chevanneys (petit Chaudanne), dans le quartier de Velotte, est datée du XVIIe ou XVIIIe siècle ; elle est inscrite aux monuments historiques le 13 novembre 1980.
Désormais les anciens murets viticoles effondrés (Murger (viticulture)) de ces flancs sud accueillent une végétation carastéristique d'éboulis thermophiles (associations à rumex à écussons et scrophulaire de Hoppe ou à Galéopsis à feuilles étroites).

## Architecture
Construction circulaire, en pierre sèche, avec voûte encorbellée.